# Atina Tabé

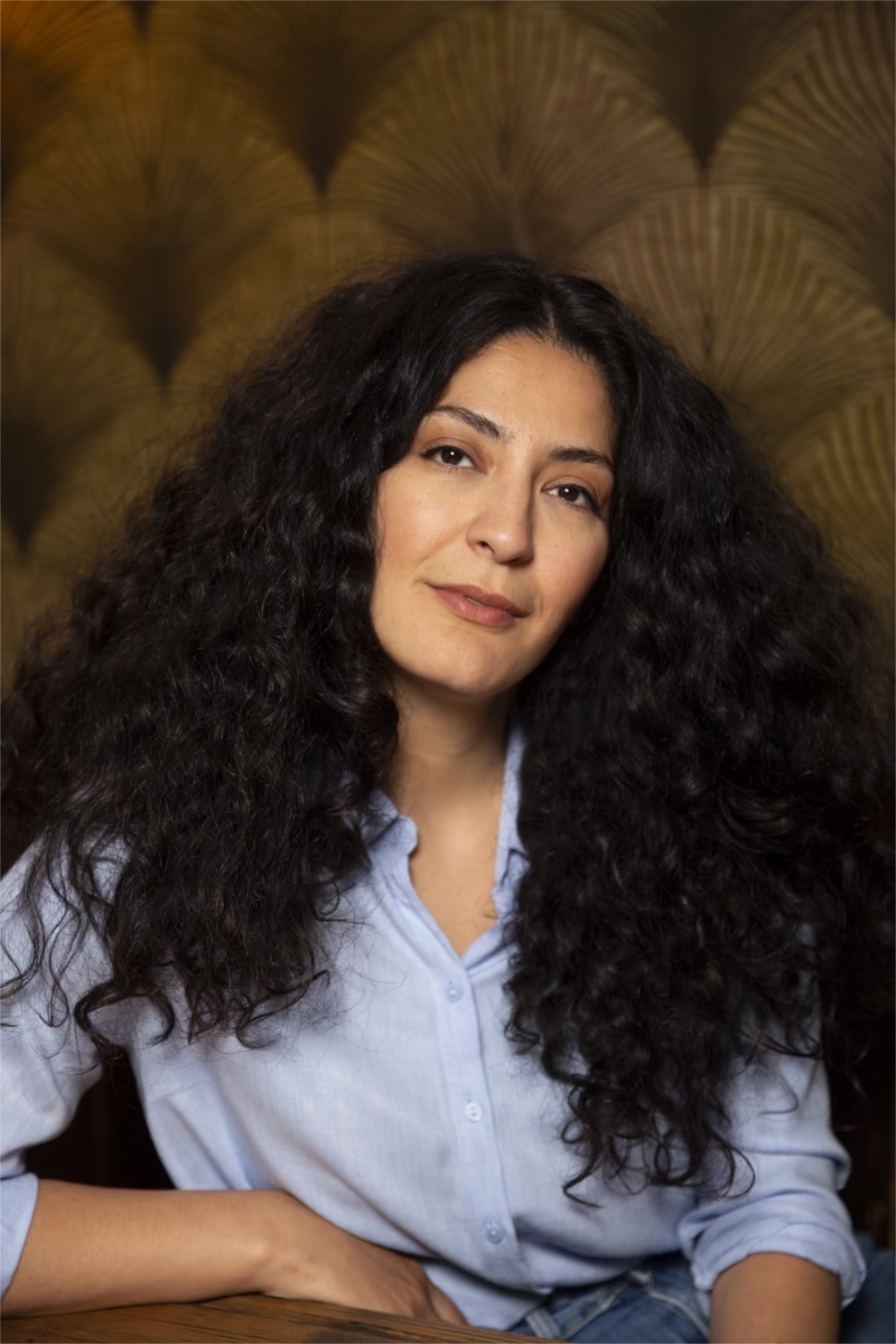
Porträt von Atina Tabé (Ksenia Les, 2022).

Atina Tabé (* 1984 in Teheran, eigentlich Atina Tabiei Razligh) ist eine deutsche Schauspielerin und Sängerin.

## Leben
Atina Tabé wurde in Teheran geboren. 2010 erhielt sie ihr Schauspieldiplom an der Filmschauspielschule Berlin. Bereits während der Ausbildung spielte sie in Berlin am Deutschen Theater unter der Regie von Thomas Schulte-Michels, und Dieter Hallervorden engagierte sie an seinem neu eröffneten Schlosspark Theater. Tabé spielte an der Tafelhalle Nürnberg unter anderem die Titelrollen in Medea (nach Euripides) und Maria Magdalena (nach Friedrich Hebbel) sowie den Solo-Liederabend Asphalt, der über drei Spielzeiten erfolgreich wiederaufgenommen wurde.
2012 sang Tabé erstmals an der Neuköllner Oper. Von 2012 bis 2014 war sie Mitglied der Band Laing. Die Band erhielt 2013 eine Goldene Schallplatte für die Single Morgens immer Müde.
Seit 2014 lebt Tabé in der Schweiz und ist im  Ensemble des Theater Biel Solothurn. Hier spielte sie u. a. die Titelrolle in Hedda Gabler, Célimène in Der Menschenfeind, Elena in Onkel Wanja, die Staatsanwältin in Ferdinand von Schirachs Erfolgsstück Terror sowie die Schweizer Erstaufführung des Soloabends Grounded von George Brant. Mit dem Ensemble von Der Chinese (Benjamin Lauterbach) wurde sie 2017 beim 34. Heidelberger Stückemarkt mit dem NachSpielPreis ausgezeichnet.
Ihr erstes Stück «Ferferi فرفری – Vom Ankommen und Fernbleiben», dessen Uraufführung sie 2021 selber spielte, schaffte es in die Auswahlliste für den Deutschen Jugendtheaterpreis 2022 und tourt international. Sie tritt außerdem weiterhin mit eigenen Liedern in farsi, deutsch und englisch als Sängerin auf. Als Autorin wird sie von der Agentur CO International vertreten.

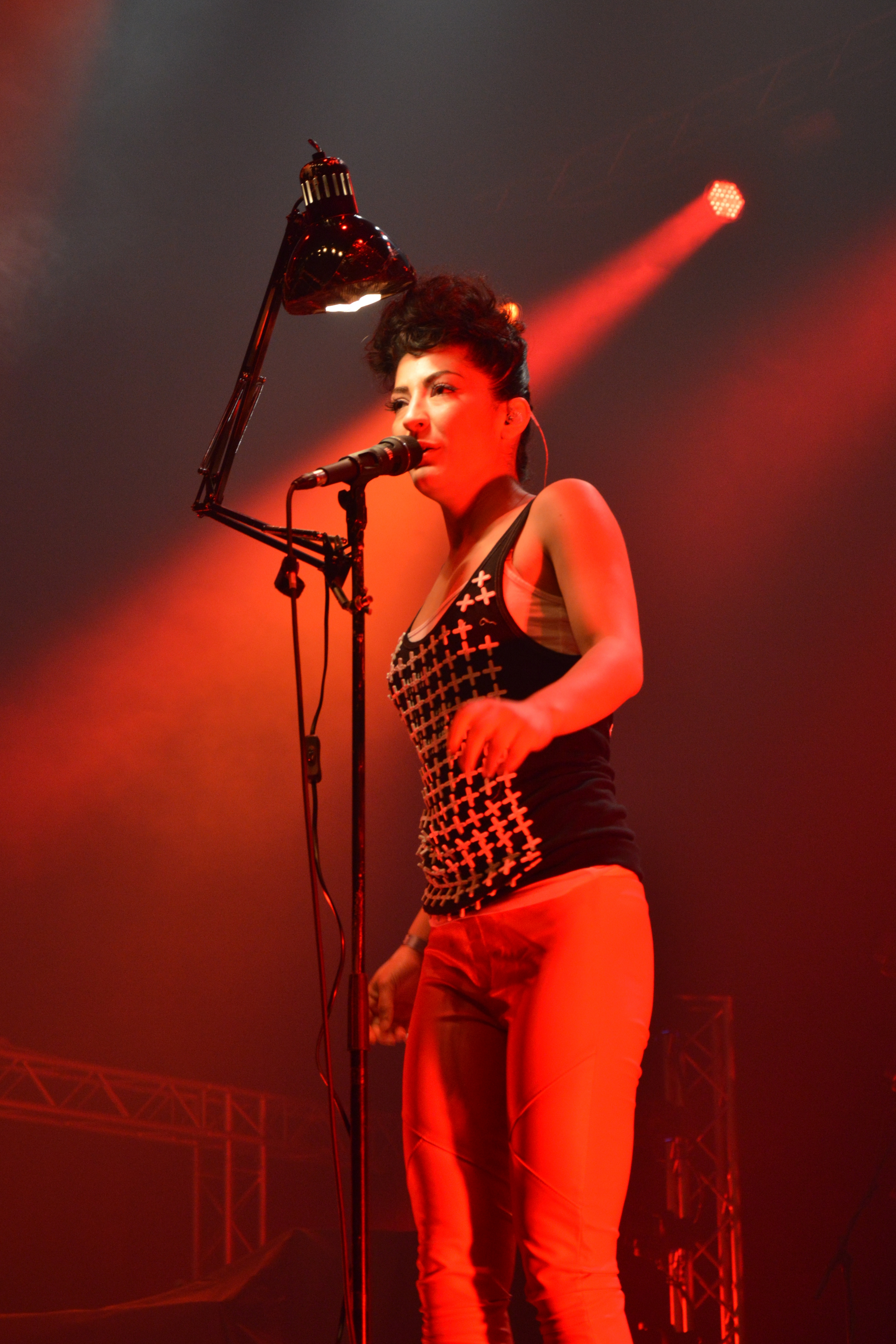
Atina Tabé bei einem Auftritt mit Laing auf dem Traumzeit-Festival 2013

## Theater
- 2023: Revolutionstrilogie (Esteve Soler), Regie: Daniel Kunze
- 2023: Liebe Jelena Sergejewna, Rolle: Jelena, Regie: Katharina Rupp
- 2022: Bellissima (nach dem Film von Luchino Visconti), Rolle: Maddalena, Regie: Katharina Rupp
- 2021: Der eingebildete Kranke, Rolle: Béline, Regie: Katharina Rupp
- 2021: Ferferi فرفری – Vom Ankommen und Fernbleiben (Atina Tabé), Rolle: Ferferi, Regie: Katharina Rupp
- 2020: Mitwisser (Philipp Löhle), Regie: Katharina Rupp
- 2019: Peer Gynt (Henrik Ibsen), Regie: Katharina Rupp
- 2018: Wunschkinder (Sarah Nemitz und Lutz Hübner), Rolle: Heidrun, Regie: Cilli Drexel
- 2018: The Who and the What (Ayad Akhtar), Rolle: Zarina, Regie: Katharina Rupp
- 2018: Le Bal, Regie: Deborah Epstein
- 2018: Victor oder die Kinder an der Macht (Roger Vitrac), Rolle: Thérèse, Regie: Katharina Rupp
- 2017: Tell (nach Friedrich Schiller), Rolle: Hedwig, Regie: Jérôme Junod
- 2017: Biedermann und die Brandstifter (Friedrich Dürrenmatt), Rolle: Babet Biedermann, Regie: Katharina Rupp
- 2017: Wir sind Hundert (Jonas Hassen Khemiri), Rolle: 2, Regie: Franz-Xaver Mayr
- 2016: Die Firma dankt (Lutz Hübner), Rolle: Mayumi, Regie: Jérôme Junod
- 2016: Terror (Ferdinand von Schirach), Rolle: Staatsanwältin, Regie: Katharina Rupp
- 2016: Der Chinese (Benjamin Lauterbach), Rolle: Gwendolyn, Regie: Max Merker
- 2016: Grounded – Am Boden (George Brant), Solo, Regie: Katharina Rupp
- 2016: Onkel Wanja (Anton Tschechow), Rolle: Elena, Regie: Katharina Rupp
- 2015: Die Wärme sollte kälter und die Kälte wärmer sein (nach Robert Walser), Regie: Deborah Epstein
- 2015: Hedda Gabler (Henrik Ibsen), Rolle: Hedda, Regie: Janusz Kica
- 2015: Amadeus (Peter Shaffer), Rolle: Caterina Cavalieri, Regie: Katharina Rupp
- 2015: Der Menschenfeind (Molière), Rolle: Célimène, Regie: Daniel Pfluger
- 2014: Apologia (Alexi Kaye Campbell), Rolle: Claire, Regie: Christoph Diem
- 2014: King Arthur (Henry Purcell), Rolle: Emmeline, Regie: Katharina Rupp
- 2014: Tahrir (Ad de Bont), Rolle: Israa, Regie: Katharina Rupp
- 2014: Asphalt (Liederabend), Solo, Regie: Barish Karademir
- 2014: Medea (Euripides), Rolle: Medea, Regie: Barish Karademir
- 2013: Maria Magdalena (Friedrich Hebbel), Rolle: Klara, Regie: Barish Karademir
- 2012: Die letzte Jungfrau (Tuvia Tenenbom), Rolle: Fatima, Regie: Hartmut Nolte
- 2012: Europe mon amour (Daniel Pfluger und Hub Hildenbrand), Rolle: Sie, Regie: Daniel Pfluger
- 2011: Heute Nacht oder nie (Liederabend nach Mischa Spoliansky), Solo, Regie: Atina Tabé
- 2010: König der Herzen (Alistair Beaton), Rolle: Nasreen Sazwari, Regie: Bettina Rehm
- 2009: Hexenjagd (Arthur Miller), Rolle: Mercy, Regie: Thomas Schulte-Michels